# Jonas Kjörling
Jonas Kjörling, föddes i Vårdnäs församling, Östergötlands län, död 1693 i Grebo församling, Östergötlands län, var en svensk präst i Grebo församling.

## Biografi
Jonas Kjörling föddes på Kögenäs i Vårdnäs församling. Han var son till bonden Lars. Kjörling studerade i Linköping och blev 9 oktober 1664 student vid Uppsala universitet, Uppsala. Han prästvigdes 24 november 1671 i Klara kyrka, Stockholm och blev 3 december 1673 kyrkoherde i Grebo församling, Grebo pastorat, tillträdde 1674. Kjörling avled 1693 i Grebo församling.

### Familj
Kjörling gifte sig 1674 med Agneta Bornæus (död 1732). Hon var dotter till kyrkoherden Andreas Bornæus och Hofrænius i Grebo församling. De fick tillsammans döttrarna Beata Kjörling som var gift med kyrkoherden Andreas Lindvall i Tingstads församling och Agneta Kjörling (född 1680) som var gift med inspetorn Johan Sanberg på Sålla, Sjögestads socken. Efter Kjörlings död gifte Agneta Bornæus om sig med kyrkoherden Gudmundus Chryselius i Grebo församling.